# Ресторан брзе хране
Ресторан брзе хране је специфичан тип ресторана који служи брзу храну и има минималну услугу за столом. Храна која се служи у ресторанима брзе хране је типично део „месно-слатког менија”, кувана на велико унапред и одржавана топла, готова и упакована по наруџби. Храна је обично доступна за понети. Ресторани брзе хране су обично део ланца ресторана или франшизе која обезбеђује стандардизоване састојке и/или делимично припремљену храну. Термин „брза храна” препознат је у речнику Merriam-Webster од 1951. године.
Претпоставља се да је систем ресторана брзе хране потекао из Сједињених Америчких Држава где их је створио White Castle током 1921. Данас су амерички ланци ресторана брзе хране попут McDonald's и KFC доступни широм света.